# Turbanella mustela
Turbanella mustela är en djurart som tillhör fylumet bukhårsdjur. Den beskrevs av Christian Wieser 1957. Arten  ingår i släktet Turbanella och familjen Turbanellidae. Inga underarter finns listade.